# Юлиан Экланский
Юлиан Экланский (ок. 386 — ок. 455) — один из главных деятелей пелагианства.

## Биография
Родиной Юлиана была Апулия, где он родился в принадлежавшей к знатному роду семье Мемория, епископа Кампанского. Его свадьба с Тицией, дочерью епископа Беневентского Эмилия (около 403), была воспета св. Павлином Ноланским.
Получив хорошее классическое образование, Юлиан основательно изучил Аристотелеву диалектику, которой он часто пользовался в своих сочинениях. В молодости он был посвящён в епископы Экланума, близ Беневента, и приобрёл широкую известность, особенно благодаря своей благотворительности. Как он перешёл в пелагианство, не известно. С 17-ю другими епископами Италии в 418 году Юлиан эдиктом императора Гонория и epistola tractatoria римского папы Зосимы был смещен с епископской должности и удален с родины.
Тогда он, став во главе своих товарищей, начал ожесточённую борьбу с блаженным Августином, учению которого противопоставил собственную доктрину о создании Богом человека, о браке, законе, свободе воли и крещении. Когда его ранее написанное послание к Валерию вызвало ответ Августина в сочинении «De nuptiis et concupiscentia», Юлиан в 419 году написал 4 книги своего сочинения «Ad Turbantium», главной задачей которого было доказать естественную доброту человеческой природы, как следствие создания человека Богом. Так как вышеназванное сочинение Августина направлено было вместе с тем против брака, то Юлиан написал главное своё сочинение — 8 книг к Флору, в котором изложил свои мысли по этому вопросу. Старания Флора и его товарищей при дворе императора Феодосия II о реабилитации Юлиана не имели успеха. На Эфесском соборе в 431 году Юлиан был осуждён. Геннадий относит его смерть ко времени Валентиниана III.